# Orchard Portman
Orchard Portman är en by och en civil parish i Somerset i England. Orten har 150 invånare (2011).